# Mezilaurus synandra
Mezilaurus synandra är en lagerväxtart som först beskrevs av Carl Christian Mez, och fick sitt nu gällande namn av André Joseph Guillaume Henri Kostermans. Mezilaurus synandra ingår i släktet Mezilaurus och familjen lagerväxter. Inga underarter finns listade i Catalogue of Life.